# Trichomycterus belensis
Trichomycterus belensis är en fiskart som beskrevs av Fernández och Richard P. Vari 2002. Trichomycterus belensis ingår i släktet Trichomycterus och familjen Trichomycteridae. Inga underarter finns listade i Catalogue of Life.